# 小林高徳
小林 高徳（こばやし たかのり、1956年3月13日 -2017年10月24日 ）は、東京基督教大学教授、学長。東京基督神学校教師（新約学）。

## 経歴
長野県出身。東京外国語大学インド・パーキスターン語学科、東京基督神学校卒。カルヴィン神学校。セント・アンドリューズ大学神学部大学院博士課程修了。2014年7月までは柏シャローム教会牧師を兼任していた。2014年4月、東京基督教大学の第5代学長に就任し、牧師職を一時的に退いたが、現在は千葉市内の教会で牧師職を再開している。2017年10月24日搬送先の病院にて死去。

## 書籍一覧
- 聖書神学事典（著作・監修：鍋谷堯爾、監修：藤本満、飛鷹美奈子、いのちのことば社） ISBN 978-4-2640-2862-8 ※共同監修
- 科学と宗教（著者：アリスター・E・マクグラス、翻訳：稲垣久和、倉沢正則、教文館） ISBN 978-4-7642-7217-0 ※共同翻訳
- ティンデル聖書注解 ヨハネの福音書（著者：R・V・G・タスカー、いのちのことば社） ISBN 978-4-2640-2272-5 ※翻訳
- ティンデル聖書注解 ガラテヤ人への手紙（著者：R・アラン・コール、いのちのことば社） ISBN 978-4-2640-2277-0 ※翻訳